# تجارة العبيد في المحيط الهندي

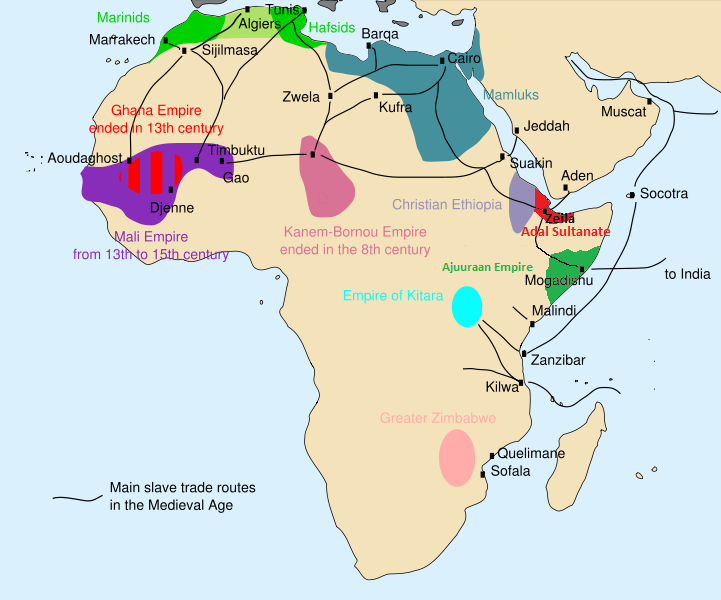
خريطة تنظيم تجارة العبيد.

كانت تجارة العبيد في المحيط الهندي ، التي تُعرف أحيانًا باسم تجارة العبيد في شرق إفريقيا ، عبارة عن تجارة العبيد متعددة الاتجاهات وتغيرت بمرور الوقت. أُرْسِلَ الأفارقة كعبيد إلى الشرق الأوسط ، إلى جزر المحيط الهندي (بما في ذلك مدغشقر) ، إلى شبه القارة الهندية ، وبعد ذلك إلى الأمريكتين.  

## تجارة العبيد في المحيط الهندي مبكرا
يعود تاريخ تجارة الرقيق في المحيط الهندي إلى 2500 قبل الميلاد.  كان البابليون والمصريون واليونانيون والهنود والفرس يتاجرون بالعبيد على نطاق صغير عبر المحيط الهندي (وأحيانًا البحر الأحمر ).  وصف أغاثارشيدس تجارة الرقيق في البحر الأحمر في زمن الإسكندر الأكبر .  يذكر كتاب Geographica سترابو (الذي اكتمل بعد 23 م) الإغريق من مصر المتاجرين بالعبيد في ميناء عدوليس والموانئ الأخرى على الساحل الصومالي.  يصف التاريخ الطبيعي لبليني الأكبر (نُشر عام 77 م) أيضًا تجارة العبيد في المحيط الهندي.  في القرن الأول الميلادي ، نصح كتاب الطواف في البحر الإرتيري بفرص تجارة العبيد في المنطقة ، ولا سيما في تجارة «الفتيات الجميلات من أجل التسري».  وفقًا لهذا الدليل ، صُدِّرَ العبيد من عُمان (بالقرب من عُمان الحديثة على الأرجح) وكانيه إلى الساحل الغربي للهند.  تم تمكين تجارة العبيد القديمة في المحيط الهندي من خلال بناء قوارب قادرة على حمل أعداد كبيرة من البشر في الخليج العربي باستخدام الأخشاب المستوردة من الهند. تعود أنشطة بناء السفن هذه إلى العصر البابلي والأخميني . 
تطور تجار الغوجاراتية إلى المستكشفين الأوائل للمحيط الهندي حيث كانوا يتاجرون بالعبيد والسلع الأفريقية الأخرى مثل العاج وأصداف السلاحف. كان غواجاراتي مشاركين في تجارة العبودية في نيروبي ومومباسا وزنجبار وإلى حد ما في منطقة جنوب إفريقيا.  شارك الإندونيسيون أيضًا ، وجلبوا التوابل إلى شواطئ إفريقيا ، وكانوا سيعودون عبر الهند وسريلانكا بالعاج والحديد والجلود والعبيد. 

## فترة المسلمين
بدأت صادرات العبيد إلى العالم الإسلامي من المحيط الهندي بعد سيطرة التجار العرب والسواحليين المسلمين على الساحل والطرق البحرية خلال القرن التاسع (انظر سلطنة زنجبار ). استولى هؤلاء التجار على شعوب البانتو (الزنج) من الداخل في الأراضي الحالية لكينيا وموزمبيق وتنزانيا ونقلوهم إلى الساحل.   هناك ، اندمج العبيد تدريجياً في المناطق الريفية ، لا سيما في جزيرتي أونغوجا وبيمبا .  تاجر التجار المسلمون بما يقدر بنحو 1000 عبد أفريقي سنويًا بين 800 و 1700 ، وهو رقم نما إلى ق. 4000 خلال القرن الثامن عشر ، و 3700 خلال الفترة 1800-1870. 
كتب وليام سميث أن تقدير عدد العبيد المتداولين كان مثيرًا للجدل في العالم الأكاديمي ، لا سيما عندما يتعلق الأمر بتجارة العبيد في المحيط الهندي والبحر الأحمر.  عند تقدير عدد الأشخاص المستعبدين من شرق إفريقيا ، يقدر المؤلف ندياي والمؤرخ الفرنسي أوليفييه غرينويلو  أن إجمالي عدد الأشخاص الذين نقلوا من القرن السابع حتى عام 1920 يبلغ 17 مليون شخص. 6000 شخص في السنة. نُقِّل العديد من هؤلاء العبيد عبر المحيط الهندي والبحر الأحمر عبر زنجبار.  تحدى المؤرخ لودهي الرقم 17 مليون بحجة أن مجموع سكان إفريقيا «في ذلك الوقت»  كان أقل من 40 مليون. 

## الفترة الأوروبية
حدثت تجارة العبيد أيضًا في شرق المحيط الهندي قبل أن يستقر الهولنديون هناك حوالي عام 1600 لكن حجم هذه التجارة غير معروف.  بدأت تجارة العبيد الأوروبية في المحيط الهندي عندما أنشأت البرتغال الهند البرتغالية في أوائل القرن السادس عشر. منذ ذلك الحين وحتى ثلاثينيات القرن التاسع عشر ، صُدِّر 200 عبد من موزمبيق سنويًا وقُدِّرَت أرقام مماثلة للعبيد الذين جلبوا من آسيا إلى الفلبين خلال الاتحاد الأيبيري (1580-1640).